# Должностная категория
Должностная категория (штатно-должностная категория) — военно-административный термин, который определяет соответствие командных должностей воинским званиям. 
К примеру, командир взвода — лейтенант или старший лейтенант, командир роты — старший лейтенант или капитан, командир батальона — майор или подполковник, командир полка — полковник, командир дивизии — генерал-майор и так далее. Кроме этого, должностная категория также определяет нормы обеспечения, оклад денежного содержания, объём прав и дисциплинарной власти в отношении подчинённых; с учётом должностной категории осуществляется присвоение военнослужащему следующего звания.
В вооружённых силах ряда иностранных государств (Великобритания, США и другие) военнослужащий, исполняющий обязанности высшей должности может получить временное воинское звание, которое соответствует этой должности.